# Мировка (Запорожская область)
Мировка (укр. Мирівка) — село,
Любицкий сельский совет,
Новониколаевский район,
Запорожская область,
Украина.
Код КОАТУУ — 2323682404. Население по переписи 2001 года составляло 46 человек. По состоянию на 2015 год — 6 человек.

## Географическое положение
Село Мировка находится на расстоянии в 2,5 км от левого берега реки Верхняя Терса, на расстоянии в 1,5 км от села Общее (Ореховский район).

## История
- 1843 год — дата основания как село Фриденталь.
- В 1943 году переименовано в село Мировка.